# 布雷特·古斯瑞
布雷特·古斯瑞（Brett Guthrie；1964年2月18日—）是美國的一位政治人物。自2009年開始，他是肯塔基州第二選舉區選出的美國眾議院議員。他的黨籍是共和黨。古斯瑞為美國陸軍中尉。1999年至2008年期間，古斯瑞曾經擔任肯塔基州參議院議員。